# 晁恩祥
晁恩祥（1935年7月—），男，河北唐山人，中国中医内科学家，中日友好医院主任医师、内科首席专家，第二届国医大师。